# Geode di Coso

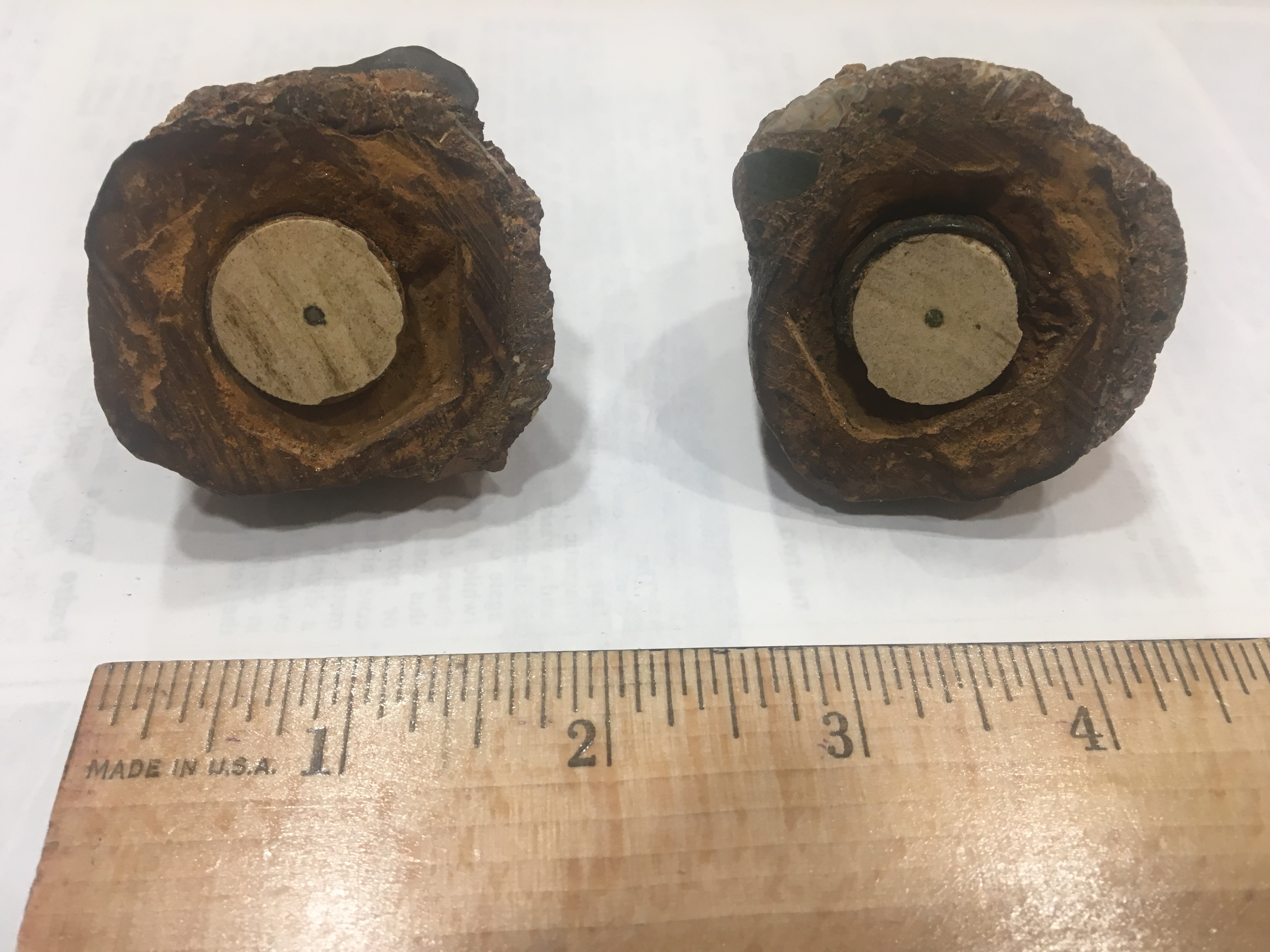
Foto del geode di Coso.

Il geode di Coso è un presunto "OOPArt" (letteralmente "oggetto fuori posto"), ossia un oggetto apparentemente prodotto dall'uomo ma che sembra risalire ad epoche preistoriche; scoperto il 13 febbraio 1961 nei pressi di Olancha, in  California, da tre cercatori di pietre rare, Wallace Lane, Virginia Maxey e Mike Mikesell, in realtà si è rivelato essere,  in seguito a vari esami scientifici, una roccia argillosa, scambiata per un geode, contenente una candela da motore a scoppio degli anni '20 del '900
All'epoca della scoperta, i sostenitori del creazionismo affermarono che l'oggetto dimostrava la loro tesi secondo cui la Terra non sarebbe nata miliardi di anni fa durante l'evoluzione del sistema solare, ma sarebbe stata creata da Dio poche migliaia di anni fa.
Oggi l'oggetto è andato perso, dopo essere rimasto per anni nella casa di Wallace Lane, uno degli scopritori, senza poter essere sottoposto ad ulteriori analisi. La Lane tentò di vendere l'oggetto per 25.000 dollari, una cifra considerevole, ma senza trovare acquirenti. Mikesell tentando di tagliare la pietra si accorse che conteneva un oggetto di ceramica e metallo. Sullo strato esterno, oltre a frammenti di pietra e conchiglie, venne trovato anche un chiodo e una rondella.
Virginia Maxey, una degli scopritori, affermò che un geologo di sua conoscenza aveva datato la pietra in 500.000 anni, senza però dare modo di verificare la notizia o l'identità di questo esperto.  Tuttavia, la stessa Maxey dichiarò che probabilmente si sarebbe trattato di un oggetto vecchio di pochi decenni, incrostato in uno strato di fango cotto dal sole. L'oggetto venne esaminato dal divulgatore creazionista Ron Calais, l'unico ad aver avuto il permesso di fotografare l'oggetto e di farne una scansione a raggi X.
Quando divulgò il materiale realizzato, la stampa cominciò a ricamare la notizia: una particolare attenzione venne prestata dalla stampa creazionista, che vedeva nello strano oggetto una possibile prova per la loro teoria secondo cui la Terra è vecchia solo di poche migliaia di anni, essendo stata creata con i metodi descritti nella Bibbia. La datazione di 500.000 anni venne ripresa anche da Rene Noorbergen, autore creazionista specializzato in libri su fenomeni da lui ritenuti bizzarri, noto per aver cercato per anni l'Arca di Noè sulla base di una testimonianza di un anziano armeno che ha dichiarato di averla vista in gioventù.
Noorbergen affermò che quell'oggetto era indubbiamente precedente al Diluvio Universale. Dopo la divulgazione del fatto, anche la Maxey cambiò la sua versione, affermando che "potrebbe essere uno strumento antico come Mu e Atlantide. Forse un mezzo di comunicazione o un ricercatore direzionale o qualche strumento fatto per utilizzare principi energetici a noi sconosciuti".

## La posizione dei sostenitori del mistero
Oltre alla Maxey, molti altri si diedero a speculazioni più o meno azzardate.
Paul J. Willis, editori di INFO Journal e sostenitore del creazionismo avanzò l'ipotesi che si trattasse di una candela d'automobile e ne identificò alcune parti ma senza arrivare a capire che anche le altre componenti presenti nel "geode" erano comunque presenti anche nelle candele odierne. Per questo arrivò ad affermare che fosse un oggetto simile per funzione ad una candela, ma risalente a epoche e civiltà antiche e sconosciute. Il mistero ottenne popolarità quando venne presentato da Leonard Nimoy nel programma televisivo "In Search of". In seguito molte altre ipotesi sono state proposte per spiegare lo strano oggetto: antenna, superconduttore, condensatore, provenienti da antiche civiltà perdute o addirittura aliene.

## La posizione dei creazionisti
Esponenti del creazionismo sono stati coinvolti sin dalla scoperta nell'analisi dell'oggetto, e sono stati gli unici ad aver avuto pieno accesso all'oggetto originale. Gruppi e associazioni creazioniste continuarono a divulgare la scoperta aggiungendo nuovi particolari di dubbia provenienza. In un articolo di J.R. Jochman si dice che "l'elica terminale o la molla non somigliano a nessuna candela automobilistica conosciuta oggi" (va precisato che invece si trattava di componenti comuni fino agli anni cinquanta). Jochman ha affermato di aver scritto anche gran parte di "Secrets of the Lost Races", una delle maggiori fonti di informazioni sul "geode di Coso"
Donald Chittick dell'Institute for Creation Research, uno dei promotori dell'insegnamento del creazionismo nelle scuole, in numerose conferenze sponsorizzate dall'istituto e in alcune sue pubblicazioni ha sostenuto che "una candela è prova di una civiltà avanzata. È difficile avere date certe per questi reperti. Tuttavia, si pensa solitamente che i geodi richiedono molto tempo per formarsi. [...] Prove di una tecnologia avanzata, come le candele elettriche, non dovrebbero, secondo gli evoluzionisti, trovarsi nelle rocce antiche". Chittick in seguito negò la datazione di 500.000 anni di età del "geode", non compatibile con le proprie ipotesi.
In compenso, stimò l'età dell'oggetto con precisione "Credo che sia probabilmente risalente a subito dopo il Diluvio universale. Non ho molta documentazione e non lo dico al pubblico. Tuttavia questo prova che allora avessero motori a combustione interna e persino motori jet". Le motivazioni di questa datazione erano trovate nella presenza di "conchiglie fossili" sulla pietra e nel fatto che era stata ritrovata "in strati geologici antichi, non moderni". Quest'ultima affermazione però non è veritiera, dato che non è nota la posizione precisa del ritrovamento, il quale comunque avvenne in superficie. Sostenitori della tesi creazionista, tra cui Chittick, hanno mantenuto le loro posizioni anche dopo la prova oltre ogni dubbio dell'identità dell'oggetto.

## La spiegazione al mistero
Le fonti per analizzare questo oggetto sono sempre state poche, per la reticenza degli scopritori a mostrarlo e a sottoporlo ad analisi scientifica. Dalle foto però risulta che l'oggetto non venne trovato in un geode ma in una roccia argillosa, priva sia del guscio in calcedonio che dei cristalli di quarzo all'interno. Dalle prove svolte è risultato che il materiale ha durezza 3 sulla scala di Mohs, incompatibile con un geode. Inoltre, la presenza di piccole pietre e conchigliette sulla superficie, oltre che di un chiodo e una rondella, non sarebbe compatibile con il duro guscio del geode. Inizialmente le ricerche per identificare l'oggetto si concentrarono su una candela contemporanea all'epoca della scoperta.
Ricerche storiche portarono a rivelare la presenza di una miniera nei primi anni del XX secolo nella zona interessata: l'uso di macchinari industriali con motore a combustione interna sarebbe stata interessante informazione per gli storici del luogo, visto che negli anni venti si trattava di una tecnologia ancora molto poco diffusa. Vista la probabile identità dell'oggetto, venne chiesto un parere alla Spark Plug Collectors of America, un'associazione di collezionisti di candele elettriche: vennero inviate ai soci le foto e le scansioni a raggi X.
Il 9 settembre 1999 il presidente dell'associazione, Chad Windham, chiamò Pierre Stromberg della "Pacific Northwest Skeptics" (l'associazione che curava la ricerca), chiedendo se si trattasse di uno scherzo, dato che "Stromberg" era anche una marca di candele per auto. Windham fu in grado di spiegare che si trattava di una comune candela elettrica, per la precisione una "Champion Spark Plug" del 1920 usata su motori Ford modello "T" o modello "A", e mandò a Stromberg due esemplari identici. Dieci giorni dopo anche altri tre soci tra cui Bill Bond, fondatore dell'associazione, giunsero alla medesima conclusione indipendentemente.
I due campioni inviati a Stromberg, di cui uno smontato per l'analisi, corrispondevano perfettamente alle foto e alle scansioni. Anche le componenti interne erano identiche alle linee rilevate ai raggi X, e i "misteriosi" anelli di rame erano nelle candele assemblate usati per compensare le espansioni termiche del metallo.  L'unica differenza tra la candela trovata e quella originale era nel fatto che mancava il dado di chiusura della base, che compariva solitamente nelle immagini pubblicitarie d'epoca e che all'inizio può aver reso difficile l'identificazione, insieme all'avanzato stato di corrosione di alcune parti.